# 게빈 오코너
개빈 오코너(Gavin O'Connor, 1972년 12월 17일 ~ )는 아일랜드의 배우이다.
코크에서 태어났다.

## 출연 작품

### 텔레비전
- Clubhouse (2004)